# Johan Willem Friso, Prinț de Orania
Johan Willem Friso, Prinț de Orania-Nassau (neerlandeză Johan Willem Friso van Oranje-Nassau), (n. 4 august 1687, Dessau, Anhalt-Dessau⁠(d) – d. 14 iulie 1711, Moerdijk, Brabantul de Nord, Țările de Jos) a devenit Prinț de Orania în 1702. A fost stadtholder de Friesland până la moartea sa.

## Biografie
A fost fiul lui Henric Cazimir al II-lea, Prinț de Nassau-Dietz și al Prințesei Henriëtte Amalia de Anhalt-Dessau. Ambii părinți erau veri primari cu William al III-lea al Angliei. Johan a fost un membru al Casei de Nassau și prin dispozițiile testamentare ale lui William al III-lea a devenit strămoșul noii linii a Casei de Orania-Nassau. Odată cu moartea lui William al III-lea, linia legitimă masculină care cobora din Wilhelm Taciturnul (a doua Casă de Orania), s-a stins. Johan Willem Friso, descendentul senior pe linia fratelui lui Wilhelm Taciturnul și totodată descendent din Frederic Henric, Prinț de Orania, bunicul lui William al III-lea, a pretins succesiunea ca stadtholder în toate provinciile deținute de William al III-lea. Acest lucru a fost respins de către facțiunea republicană din Țările de Jos.
Cele cinci provincii peste care William al III-lea a domnit - Olanda, Zeelanda, Utrecht, Gelderland și Overijssel - toate au suspendat funcția de Stadtholder după moartea lui William al III-lea. Cele două provincii rămase - Friesland și Groningen - nu au fost niciodată guvernate de William al III-lea și au continuat să-și păstreze un Stadtholder separat, Johan Willem Friso. El a stabilit cea de-a treia Casă de Orania, care s-a stins pe linie masculină în 1890. Fiul său, Willem al IV-lea, Prinț de Orania, a devenit mai târziu stadtholder al tuturor celor șapte provincii.

### Căsătorie și copii
La 26 aprilie 1709, el s-a căsătorit cu Prințesa Maria Louise de Hesse-Kassel (1688–1765), fiica lui Karl I, Landgraf de Hesse-Kassel și nepoată a lui Jacob Kettler, Duce de Courland. Ei au avut doi copii:
- Anna Charlotte Amalia (1710-1777); s-a căsătorit cu Frederic, Prinț Ereditar de Baden-Durlach; au avut copii, inclusiv pe Karl Frederic, Mare Duce de Baden.
- Willem al IV-lea, Prinț de Orania (1711-1751); s-a căsătorit cu Prințesa Anne a Marii Britanii; au avut copii, inclusiv pe Willem al V-lea, Prinț de Orania.

1. 1 2  Johan Willem Friso van Nassau-Dietz, Biografisch Portaal, accesat în 9 octombrie 2017
2. 1 2  Johann Willem Friso van Oranje-Nassau, Prince of Orange, The Peerage, accesat în 9 octombrie 2017
3. ↑  Johann Wilhelm Friso (Johann), Brockhaus Enzyklopädie
4. ↑  John William Friso, Encyclopædia Britannica Online, accesat în 9 octombrie 2017